# Fluorurazione elettrochimica
La fluorurazione elettrochimica, abbreviata come ECF (dall'Inglese ElectroChemical Fluorination) è uno dei metodi usati per la sintesi di composti organici perfluorurati, cioè formati solo da fluoro e carbonio. I composti fluorurati così ottenuti sono utili per la produzione di numerosi materiali di applicazione industriale come tensioattivi, lubrificanti, refrigeranti, agenti antincendio, trasportatori di ossigeno e polimeri in genere. Esistono due principali processi commerciali di fluorurazione elettrochimica: il Processo Simons e quello sviluppato dalla Phillips Petroleum.

## Processo Simons
In questo processo si elettrolizza una soluzione di un composto organico sciolto in fluoruro di idrogeno anidro. La reazione generale è:
{\displaystyle {\ce {R3C-H + HF -> R3C-F + H2}}}
Questa reazione avviene tipicamente su ogni legame C–H del composto iniziale producendo quindi un composto perfluorurato. Il voltaggio applicato alla cella è circa 5–6 V e la fluorurazione avviene su un anodo di nickel. Il processo fu sviluppato da Simons negli anni trenta alla Pennsylvania State University con finanziamenti della 3M. I risultati furono mantenuti segreti perché collegati con la produzione di esafluoruro di uranio, e furono pubblicati solo nel 1949, dopo la fine della seconda guerra mondiale. Il processo Simons viene usato per produrre ammine, eteri, acidi carbossilici e acidi solfonici perfluorurati.

## Processo Phillips Petroleum
Questo metodo è simile al processo Simons, ma di solito si applica a partire da idrocarburi e idrocarburi clorurati volatili. La fluorurazione viene condotta su anodi porosi di grafite in una soluzione di fluoruro di idrogeno contenente fluoruro di potassio. Il composto organico viene immesso attraverso l'elettrodo poroso; il fluoro sostituisce l'idrogeno ma non il cloro. Questo metodo è noto anche con la sigla "CAVE" (=Carbon Anode Vapor-phase Electrochemical fluorination) ed è in uso alla 3M.

## Altri metodi
La ECF è stata effettuata anche in ambiente organico, ad esempio usando sali fluoruri organici  e acetonitrile come solvente. Una tipica fonte di fluoruro è (C2H5)3N:3HF. In alcuni casi si omette l'acetonitrile e si usa una miscela trietilammina-HF come solvente elettrolitico. Alcuni prodotti (non perfluorurati) ottenuti con questo metodo sono il fluorobenzene (dal benzene) e 1,2-difluoroalcani (dai corrispondenti alcheni).